# Plafond

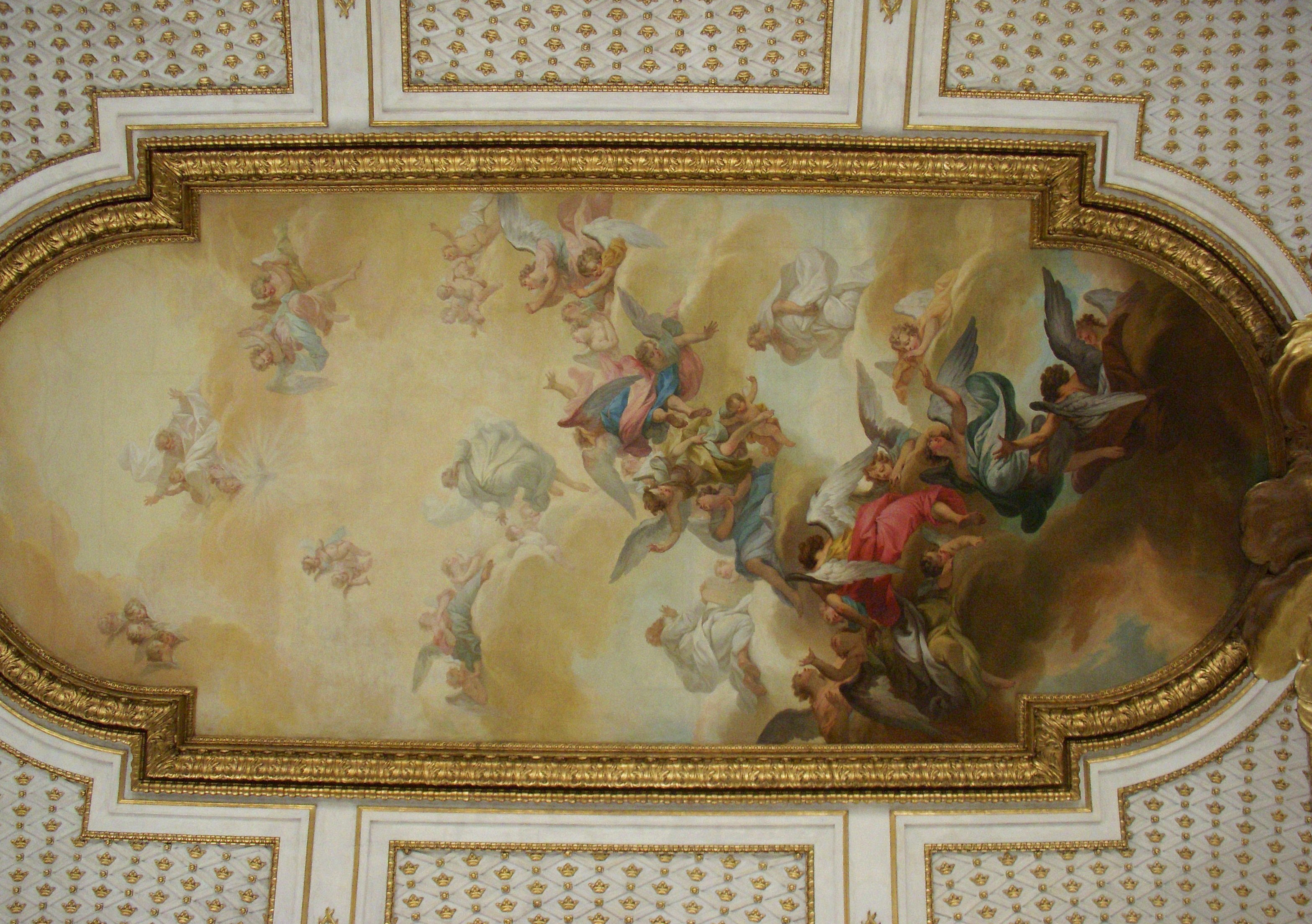
Plafondmålning i Slottskyrkan i Stockholms slott.

Plafond är ett plant innertak, ofta dekorerat med måleri - så kallad plafondmålning, snideri eller stuckatur.
Plafond kan också beteckna en platt taklampa, som inte hänger ner utan sitter tätt under innertaket.